# Skalberget, Normalings kommun
Skalberget är ett naturreservat i Nordmalings kommun i Västerbottens län.
Området är naturskyddat sedan 2015 och är 39 hektar stort. Reservatet omfattar berget och dess nordsluttning mot Hörnån. Reservatet består av  hällmarkstallskog  högst upp och blandskog längst ner.